# Chrysanthrax caliginosus
Chrysanthrax caliginosus är en tvåvingeart som beskrevs av Neal L. Evenhuis och Greathead 1999. Chrysanthrax caliginosus ingår i släktet Chrysanthrax och familjen svävflugor. Inga underarter finns listade i Catalogue of Life.